# Gaiarine
Gaiarine település Olaszországban, Veneto régióban, Treviso megyében. Lakosainak száma 5862 fő (2023. január 1.). Gaiarine Brugnera, Cordignano, Godega di Sant'Urbano, Orsago, Sacile, Codogne, Fontanelle, Portobuffolè és Mansue községekkel határos.

## Népesség
A település népességének változása:
| Lakosok száma | 6092 | 6070 | 5862 |
|               | 2017 | 2018 | 2023 |